# UMF Einherji
Ungmennafélagið Einherji ist ein isländischer Sportverein aus Vopnafjörður, der vor allem für seine Fußballmannschaft bekannt ist.

## Geschichte
UMF Einherji gründete sich 1929. Nachdem die Fußballmannschaft lange Zeit nur unterklassig angetreten war, trat sie ab Mitte der 1970er Jahre kurz nach dem Aufstieg in die dritthöchste Spielklasse auch im isländischen Landespokal in Erscheinung. Dabei erreichte sie im Pokalwettbewerb 1977 die dritte Runde, wo sie an þróttur Norðfjörður scheiterte. Im Wettbewerb 1978 zog sie nach Erfolgen über Höttur Egilsstaðir, Leiknir Fáskrúðsfjörður, Austri Eskifjörður und UMF Víkingur ins Viertelfinale ein, gegen den späteren Titelträger ÍA Akranes gab es eine 1:6-Heimniederlage.
Als Staffelsieger stieg UMF Einherji Ende 1981 in die zweite Liga auf. Dort erreichte die Mannschaft mit einem Punkt Vorsprung auf die von UMF Skallagrímur und þróttur Norðfjörður belegten Abstiegsplätze in der Spielzeit 1982 den siebten Tabellenplatz, im folgenden Jahr stand sie zum Saisonende auf dem letzten Nicht-Abstiegsplatz. Im Pokalwettbewerb 1983 erreichte sie das Achtelfinale, wo nach Erfolgen über þróttur Norðfjörður und Valur Reyðarfjörður KR Reykjavík eine zu hohe Hürde war. In der Spielzeit 1984 gelang nur ein Saisonsieg, als Tabellenschlusslicht stieg der Klub wieder ab.
1985 gelang UMF Einherji der direkte Wiederaufstieg in die Zweitklassigkeit, zudem erreichte die Mannschaft im Landespokal nach Siegen über Leiknir Fáskrúðsfjörður, þróttur Norðfjörður und Austri Eskifjörður den Einzug ins Achtelfinale, wo sich KA Akureyri durchsetzte. In der Zweitliga-Spielzeit 1986 gelang als Tabellenfünfter das beste Ergebnis der Vereinsgeschichte, dem jedoch der erneute Abstieg in der anschließenden Saison folgte. 1988 gelang der abermalige Aufstieg, erneut begleitet vom Achtelfinaleinzug in Pokalwettbewerb. Die Spielzeit 1989 beendete der Aufsteiger jedoch punktgleich mit Völsungur Húsavík auf einem Abstiegsplatz.
In den folgenden Jahren trat UMF Einherji überregional nur noch im Pokalwettbewerb in Erscheinung, wo die Mannschaft jedoch nur noch selten über die zweite Runde hinauskam. War sie dabei insbesondere in den 1990er Jahren noch regelmäßig im Wettbewerb vertreten, war sie nach der Jahrtausendwende parallel zum Absturz in den regionalen unterklassigen Bereich der Ligapyramide nur noch unregelmäßig vertreten. Nach einer Ligareform kam sie 2013 in die fünfte Liga zurück, wo sie direkt den Titel gewann und am Jahresende in die vierte Liga zurückkehrte. In der Folge trat sie auch wieder regelmäßig im Pokalwettbewerb an.
Am 4. September 2023 verstarb die moldawische Nationalspielerin Violeta Mițul nach einem Sturz von einer Klippe, bei einer Mountainbiketour mit Mitspielerinnen. Der Verein kündigte ein Benefizspiel zur Unterstützung der Hinterbliebenen an.